# Cathédrale Saint-Pierre de Saint-Pierre
Cette  cathédrale n’est pas la seule cathédrale Saint-Pierre.
La cathédrale Saint-Pierre est une église située à Saint-Pierre, dans l’archipel de Saint-Pierre-et-Miquelon, dans l’Atlantique nord.
L’Église catholique en a fait la cathédrale du vicariat apostolique de Saint-Pierre et Miquelon jusqu’à sa suppression le 1er mars 2018 ; c’est depuis une église paroissiale rattachée au diocèse de La Rochelle.

## Localisation
L'église est située dans la ville de Saint-Pierre, sur l'île Saint-Pierre.

## Architecture
Le porche de l'église est surmonté d'un clocher. Celui-ci a été reconstruit en 1975 avec du grès d'Alsace et la rhyolite provenant de l'île.
Quelques vitraux furent offerts par le général de Gaulle.
L'architecture intérieure de l'édifice avec ses tribunes supérieures est dans le même style que les églises basques.

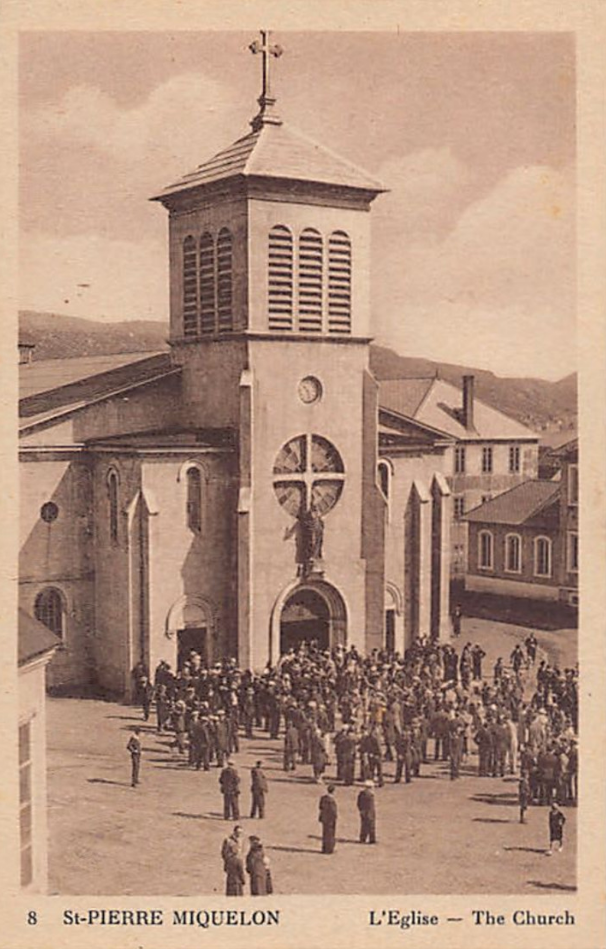
Photographie ancienne sur laquelle l'ancien clocher en béton armé de la cathédrale est encore présent.
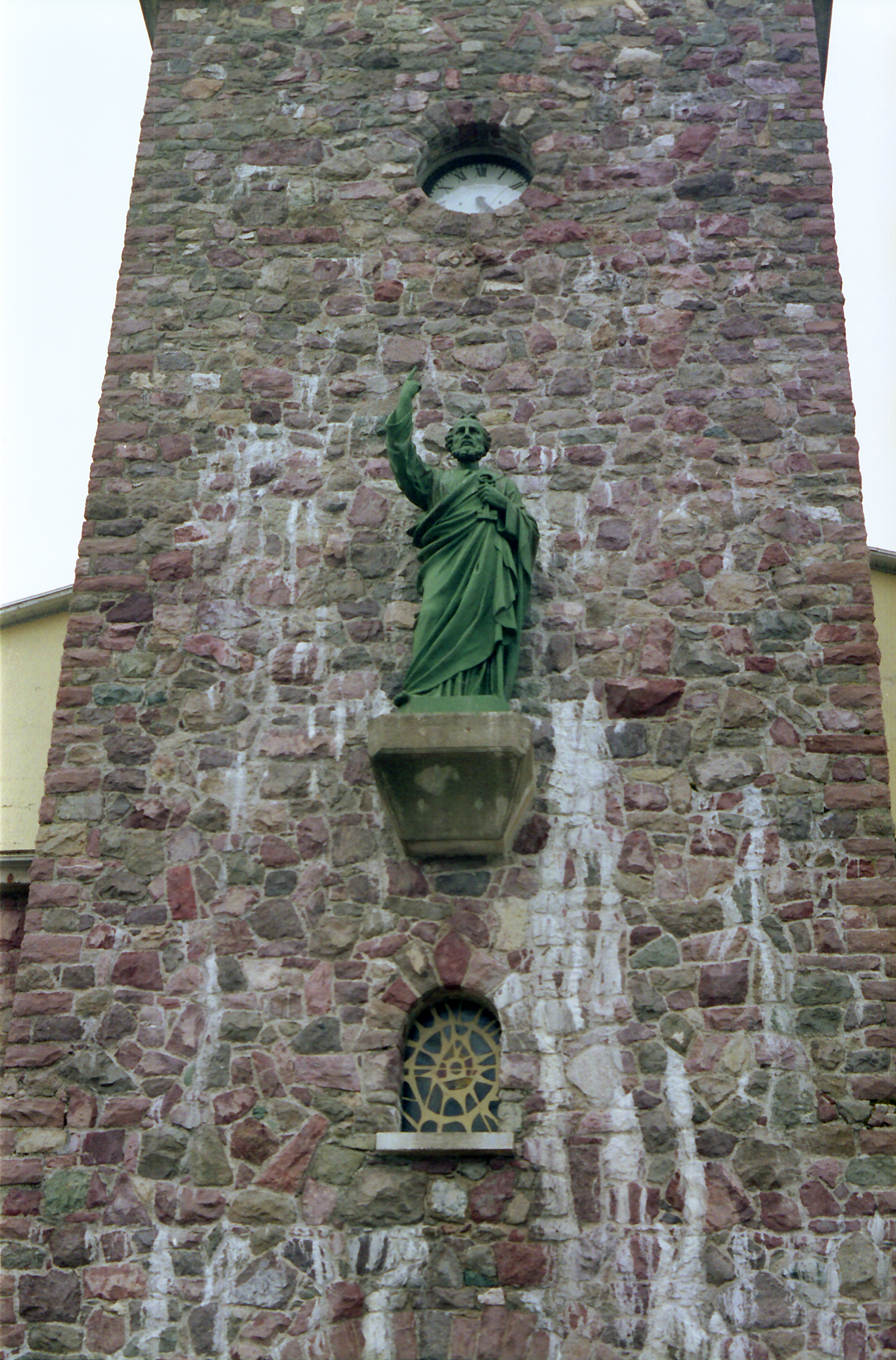
Détail de la cathédrale.

## Historique
La première église de Saint-Pierre est construite en 1690 ; elle est endommagée par l'explosion de la poudrière en 1846. La nouvelle église paroissiale est érigée en 1852.[réf. nécessaire] Elle est détruite lors d'un incendie le 2 novembre 1902.
L'édifice actuel est construit entre 1905 et 1907. La famille Légasse participe au projet. Il fut inauguré le 1er décembre 1907.
Elle est dédiée aux Saints Cœur de Jésus et du Cœur Immaculée de Marie, sous le vocable de l’Étoile des mers et de Saint Pierre.
Le clocher de la cathédrale, construit en 1907 en béton, devenait dangereux. Il fut reconstruit en 1975 selon un projet de l’architecte Joseph Muller de Colmar.
La cathédrale est classée monument historique par un arrêté du 18 février 2020,.

### Articles liés
- Liste des monuments historiques de Saint-Pierre-et-Miquelon
- Liste des édifices religieux de Saint-Pierre-et-Miquelon
- Liste des cathédrales catholiques de France
- Diocèse de La Rochelle et Saintes
- Vicariat apostolique de Saint-Pierre et Miquelon